# Giancarlo Bigazzi
Giancarlo Bigazzi, noto anche con lo pseudonimo di Katamar (Firenze, 5 settembre 1940 – Camaiore, 19 gennaio 2012), è stato un produttore discografico, compositore e paroliere italiano, componente del gruppo degli Squallor.
È stato uno dei più noti autori e parolieri della canzone italiana. Fra i suoi successi discografici si ricordano Rose rosse, Montagne verdi, Lisa dagli occhi blu, M'innamorai e Miele de Il Giardino dei Semplici, Ti amo, Gloria, Si può dare di più, Gente di mare, Tu, Erba di casa mia, Gli altri siamo noi, Cosa resterà degli anni '80, Self Control, Gli uomini non cambiano, Non amarmi, T'innamorerai, Bella stronza e Cirano, scritta a quattro mani con Beppe Dati (e incisa da Francesco Guccini). Ha collaborato anche con il cinema e la TV per la realizzazione di diverse colonne sonore.

## Biografia
Giovanissimo, è già autore di grandi successi; scrive per Riccardo Del Turco (Luglio), Caterina Caselli (Il carnevale), Mario Tessuto (Lisa dagli occhi blu), Renato dei Profeti (Lady Barbara).
Negli anni settanta continua la sua carriera di autore di testi e a volte compositore, inanellando successi spesso scritti insieme a Totò Savio per Massimo Ranieri (Vent'anni, Erba di casa mia) o per Gianni Nazzaro (L'amore è una colomba) con Antonio e Gianni Bella per Marcella Bella (Montagne verdi, Io domani, Nessuno mai, Un sorriso e poi perdonami) o per lo stesso Gianni (Non si può morire dentro, Dolce uragano, No, Più ci penso, Questo amore non si tocca, Toc toc), o con Claudio Cavallaro per I Camaleonti (Eternità, cantata anche da Ornella Vanoni, Come sei bella, Oggi il cielo è rosa) e per Gigliola Cinquetti.
Nel biennio 1970–1971 è il produttore dei Califfi e scrive, con il leader del gruppo Franco Boldrini, Acqua e sapone e Lola bella mia (Un disco per l'estate e Cantagiro). Contemporaneamente alla sua carriera di autore, nel 1971 Bigazzi, insieme al paroliere Daniele Pace, al musicista Totò Savio e ai discografici Alfredo Cerruti ed Elio Gariboldi, forma il gruppo degli Squallor. Nati come un progetto goliardico tra amici, per il successo ricevuto incideranno album per 25 anni; per gli Squallor, Bigazzi scrive alcuni testi, spesso insieme a Pace, e molte musiche, non disdegnando di recitare ogni tanto qualche testo; appare anche come attore nei due film del gruppo, Arrapaho e Uccelli d'Italia.
Dal 1974 al 1978 Bigazzi produce, assieme a Savio, il popolare complesso pop-rock de Il Giardino dei Semplici. Il nome della band è concepito e proposto dallo stesso Bigazzi ai quattro componenti negli ultimi mesi del 1974. Il gruppo è considerato una formazione di punta del filone romantico della musica italiana e napoletana, e ha venduto quattro milioni di dischi. Bigazzi e Savio sono gli autori di alcuni tra i loro brani di maggiore successo: M'innamorai (Festivalbar 1975), Vai (Festivalbar 1976) e Miele (Festival di Sanremo 1977). Le strade dei due produttori e della band si dividono nel tardo 1978.
A metà degli anni 1970 conosce Umberto Tozzi e, in veste di produttore, compositore e paroliere lo accompagna al successo nazionale e internazionale, scrivendo con lui Donna amante mia, Io camminerò, Ti amo, Tu, Gloria, Stella stai, Notte rosa, Eva e Si può dare di più (cantata da Tozzi con Gianni Morandi ed Enrico Ruggeri).
Ha scritto insieme a Umberto Tozzi anche canzoni per altri artisti, come L'amore è quando non c'è più per Euro Cristiani e Un amore grande per Pupo. Tra la metà degli anni 1980 e l'inizio degli anni 1990 crea a Firenze una specie di clan. Produce i primi lavori di Marco Masini, Raf, Alessandro Canino, Paolo Vallesi, Aleandro Baldi, Danilo Amerio. In questo periodo lavora spesso con il compositore e paroliere toscano Beppe Dati.
Intraprende inoltre la carriera di autore di colonne sonore per il cinema e firma quelle di Mery per sempre e Ragazzi fuori di Marco Risi, e di Mediterraneo di Gabriele Salvatores, vincitore dell'Oscar. All'inizio degli anni 1990 rompe il sodalizio artistico con Tozzi e Raf, mentre continua a lavorare con Masini; scrive Gli uomini non cambiano, successo di Mia Martini. Nel 1996 scrive la musica di Cirano, su testo di Beppe Dati e Francesco Guccini che la interpreta. La moglie, Gianna Albini, è anch'ella paroliera, e ha collaborato in alcune occasioni con il marito assistendo alle sue composizioni a Villa Cingallegra a Settignano.
La sua ultima produzione artistica è l’album “Inutilmente utile” di Sirio Martelli.
Muore all'ospedale Versilia di Lido di Camaiore, il 19 gennaio 2012 all'età di 71 anni per un'infezione cerebrale.

## Canzoni scritte da Giancarlo Bigazzi
| Anno | Titolo                                         | Autori del testo                                     | Autori della musica                                     | Interpreti                                     |
| ---- | ---------------------------------------------- | ---------------------------------------------------- | ------------------------------------------------------- | ---------------------------------------------- |
| 1968 | Luglio                                         | Giancarlo Bigazzi                                    | Riccardo Del Turco                                      | Riccardo Del Turco                             |
| 1968 | Si fa chiara la notte                          | Giancarlo Bigazzi                                    | Giancarlo Bigazzi e Giorgio Antola                      | Ricchi e Poveri                                |
| 1968 | Una lacrima                                    | Giancarlo Bigazzi                                    | Ruggero Cini                                            | Giusy Balatresi                                |
| 1968 | Il carnevale                                   | Giancarlo Bigazzi                                    | Claudio Cavallaro                                       | Caterina Caselli                               |
| 1969 | Cosa hai messo nel caffè                       | Giancarlo Bigazzi                                    | Riccardo Del Turco                                      | Riccardo Del Turco e Antoine                   |
| 1969 | Il lunedì                                      | Giancarlo Bigazzi                                    | Claudio Cavallaro e Ivo Callegari                       | Caterina Caselli                               |
| 1969 | Tutto da rifare                                | Giancarlo Bigazzi                                    | Claudio Cavallaro e Roberto Livraghi                    | Caterina Caselli                               |
| 1969 | Fiori sull'acqua                               | Giancarlo Bigazzi                                    | Claudio Cavallaro                                       | Caterina Caselli                               |
| 1969 | Rose rosse                                     | Giancarlo Bigazzi                                    | Totò Savio, Enrico Polito                               | Massimo Ranieri                                |
| 1969 | Se bruciasse la città                          | Giancarlo Bigazzi                                    | Totò Savio, Enrico Polito                               | Massimo Ranieri                                |
| 1969 | Lisa dagli occhi blu                           | Giancarlo Bigazzi                                    | Claudio Cavallaro                                       | Mario Tessuto                                  |
| 1969 | Arrivederci a forse mai                        | Giancarlo Bigazzi                                    | Enrico Polito                                           | Sergio Leonardi                                |
| 1969 | Mi si ferma il cuore                           | Giancarlo Bigazzi                                    | Claudio Cavallaro e Mario Tessuto                       | Mario Tessuto                                  |
| 1969 | Nasino in su                                   | Giancarlo Bigazzi                                    | Claudio Cavallaro e Totò Savio                          | Mario Tessuto                                  |
| 1969 | Dormi dormi                                    | Giancarlo Bigazzi                                    | Claudio Cavallaro e Mario Tessuto                       | Mario Tessuto                                  |
| 1969 | Liverpool                                      | Giancarlo Bigazzi                                    | Claudio Cavallaro                                       | Gigliola Cinquetti                             |
| 1970 | Eternità                                       | Giancarlo Bigazzi                                    | Claudio Cavallaro                                       | Camaleonti e Ornella Vanoni                    |
| 1970 | Re di cuori                                    | Giancarlo Bigazzi                                    | Totò Savio e Claudio Cavallaro                          | Caterina Caselli e Nino Ferrer                 |
| 1970 | Lady Barbara                                   | Giancarlo Bigazzi                                    | Totò Savio                                              | Renato dei Profeti                             |
| 1970 | Acqua e sapone                                 | Moreno Signorini                                     | Giancarlo Bigazzi, Franco Boldrini e Renato Angiolini   | I Califfi                                      |
| 1970 | Vent'anni                                      | Giancarlo Bigazzi                                    | Totò Savio                                              | Massimo Ranieri                                |
| 1970 | Viale Kennedy                                  | Giancarlo Bigazzi                                    | Claudio Cavallaro                                       | Caterina Caselli                               |
| 1970 | La spia                                        | Giancarlo Bigazzi                                    | Claudio Cavallaro                                       | Caterina Caselli                               |
| 1971 | Adagio veneziano                               | Giancarlo Bigazzi                                    | E. Polito da Alessandro Marcello                        | Massimo Ranieri                                |
| 1971 | Alleluia                                       | Moreno Signorini                                     | Giancarlo Bigazzi e Franco Boldrini                     | I Califfi                                      |
| 1971 | Canta bambino                                  | Giancarlo Bigazzi                                    | Claudio Cavallaro                                       | Gigliola Cinquetti                             |
| 1971 | 38 luglio                                      | Daniele Pace                                         | Giancarlo Bigazzi, Totò Savio e Antonio Virgilio Savona | Squallor                                       |
| 1972 | Un po' per giorno                              | Giancarlo Bigazzi                                    | Ennio Morricone                                         | Massimo Ranieri                                |
| 1972 | Non voglio innamorarmi mai                     | Giancarlo Bigazzi                                    | Moreno Signorini                                        | Gianni Nazzaro                                 |
| 1972 | Montagne verdi                                 | Giancarlo Bigazzi                                    | Gianni Bella                                            | Marcella                                       |
| 1972 | Sole che nasce, sole che muore                 | Giancarlo Bigazzi                                    | Gianni Bella                                            | Marcella                                       |
| 1972 | Meglio morire che perdere te                   | Giancarlo Bigazzi                                    | Dario Baldan Bembo                                      | Caterina Caselli                               |
| 1972 | È domenica mattina                             | Giancarlo Bigazzi                                    | Totò Savio                                              | Caterina Caselli                               |
| 1972 | Il nostro mondo                                | Giancarlo Bigazzi                                    | Totò Savio                                              | Caterina Caselli                               |
| 1972 | Erba di casa mia                               | Giancarlo Bigazzi                                    | Totò Savio, Enrico Polito                               | Massimo Ranieri                                |
| 1972 | Un sorriso e poi perdonami                     | Giancarlo Bigazzi                                    | Gianni Bella                                            | Marcella                                       |
| 1972 | Un gatto nel blu                               | Giancarlo Bigazzi                                    | Totò Savio                                              | Roberto Carlos                                 |
| 1972 | Stasera io vorrei sentir la ninna nanna        | Giancarlo Bigazzi                                    | Claudio Cavallaro                                       | Gigliola Cinquetti                             |
| 1973 | Mi... ti... amo...                             | Giancarlo Bigazzi                                    | Gianni Bella                                            | Marcella                                       |
| 1973 | Io domani                                      | Giancarlo Bigazzi                                    | Gianni Bella                                            | Marcella                                       |
| 1973 | Perché ti amo                                  | Giancarlo Bigazzi                                    | Totò Savio                                              | I Camaleonti                                   |
| 1973 | La città                                       | Giancarlo Bigazzi                                    | Claudio Cavallaro                                       | Marisa Sacchetto                               |
| 1973 | Amanti ed angeli                               | Giancarlo Bigazzi,                                   | Totò Savio e Enrico Polito                              | Loretta Goggi                                  |
| 1974 | Più ci penso                                   | Giancarlo Bigazzi                                    | Gianni Bella                                            | Gianni Bella                                   |
| 1974 | Nessuno mai                                    | Giancarlo Bigazzi                                    | Gianni Bella                                            | Marcella                                       |
| 1974 | L'avvenire                                     | Giancarlo Bigazzi                                    | Gianni Bella                                            | Marcella                                       |
| 1975 | Dirtelo, non dirtelo                           | Giancarlo Bigazzi e Totò Savio                       | Giancarlo Bigazzi e Totò Savio                          | Loretta Goggi                                  |
| 1975 | M'innamorai                                    | Giancarlo Bigazzi e Totò Savio                       | Giancarlo Bigazzi e Totò Savio                          | Il Giardino dei Semplici                       |
| 1975 | Una storia                                     | Gianni Averardi e Giancarlo Bigazzi                  | Aldo Roselli e Totò Savio                               | Il Giardino dei Semplici                       |
| 1976 | Basta avere lei                                | Giancarlo Bigazzi e Totò Savio                       | Giancarlo Bigazzi e Totò Savio                          | Il Giardino dei Semplici                       |
| 1976 | Vai                                            | Giancarlo Bigazzi e Totò Savio                       | Giancarlo Bigazzi e Totò Savio                          | Il Giardino dei Semplici                       |
| 1976 | Tamburino                                      | Giancarlo Bigazzi e Totò Savio                       | Giancarlo Bigazzi e Totò Savio                          | Il Giardino dei Semplici                       |
| 1976 | Non si può morire dentro                       | Giancarlo Bigazzi                                    | Gianni Bella                                            | Gianni Bella                                   |
| 1976 | Abbracciati                                    | Giancarlo Bigazzi e Gianni Bella                     | Giancarlo Bigazzi e Gianni Bella                        | Marcella                                       |
| 1976 | Ancora innamorati/Monsieur voulez-vous dançer? | Giancarlo Bigazzi, Totò Savio                        | Giancarlo Bigazzi, Totò Savio                           | Loretta Goggi                                  |
| 1977 | Domani                                         | Giancarlo Bigazzi, Totò Savio                        | Giancarlo Bigazzi, Totò Savio                           | Loretta Goggi e Daniela Goggi                  |
| 1977 | È nell'aria...ti amo (LP)                      | Giancarlo Bigazzi                                    | Umberto Tozzi                                           | Umberto Tozzi                                  |
| 1977 | Miele                                          | Giancarlo Bigazzi e Totò Savio                       | Giancarlo Bigazzi e Totò Savio                          | Il Giardino dei Semplici                       |
| 1978 | Dopo un rock'n'roll                            | Giancarlo Bigazzi e Totò Savio                       | Giancarlo Bigazzi e Totò Savio                          | Il Giardino dei Semplici                       |
| 1978 | Tu (LP)                                        | Giancarlo Bigazzi                                    | Umberto Tozzi                                           | Umberto Tozzi                                  |
| 1978 | Sto ballando                                   | Giancarlo Bigazzi, Totò Savio                        | Giancarlo Bigazzi, Totò Savio                           | Daniela Goggi                                  |
| 1979 | Estoy bailando                                 | Giancarlo Bigazzi, Totò Savio                        | Giancarlo Bigazzi, Totò Savio                           | Loretta Goggi e Daniela Goggi                  |
| 1979 | Lady anima                                     | Giancarlo Bigazzi, Gianni Bella                      | Giancarlo Bigazzi, Gianni Bella                         | Marcella Bella                                 |
| 1979 | Gloria                                         | Giancarlo Bigazzi e Umberto Tozzi                    | Giancarlo Bigazzi e Umberto Tozzi                       | Umberto Tozzi                                  |
| 1979 | Qualcosa qualcuno                              | Gianna Albini e Umberto Tozzi                        | Giancarlo Bigazzi e Umberto Tozzi                       | Umberto Tozzi                                  |
| 1979 | Non va che volo                                | Gianna Albini e Umberto Tozzi                        | Giancarlo Bigazzi e Umberto Tozzi                       | Umberto Tozzi                                  |
| 1979 | Alleluia se                                    | Gianna Albini e Umberto Tozzi                        | Giancarlo Bigazzi e Umberto Tozzi                       | Umberto Tozzi                                  |
| 1979 | Mamma Maremma                                  | Gianna Albini e Umberto Tozzi                        | Giancarlo Bigazzi e Umberto Tozzi                       | Umberto Tozzi                                  |
| 1979 | Valzer                                         | Gianna Albini e Umberto Tozzi                        | Giancarlo Bigazzi e Umberto Tozzi                       | Umberto Tozzi                                  |
| 1979 | Notte chiara                                   | Gianna Albini e Umberto Tozzi                        | Giancarlo Bigazzi e Umberto Tozzi                       | Umberto Tozzi                                  |
| 1979 | Fatto così                                     | Gianna Albini e Umberto Tozzi                        | Giancarlo Bigazzi e Umberto Tozzi                       | Umberto Tozzi                                  |
| 1979 | Può darsi                                      | Gianna Albini e Umberto Tozzi                        | Giancarlo Bigazzi e Umberto Tozzi                       | Umberto Tozzi                                  |
| 1979 | L'amore è quando non c'è più                   | Giancarlo Bigazzi e Umberto Tozzi                    | Giancarlo Bigazzi e Umberto Tozzi                       | Euro Cristiani                                 |
| 1980 | A cosa servono le mani                         | Giancarlo Bigazzi e Umberto Tozzi                    | Giancarlo Bigazzi e Umberto Tozzi                       | Umberto Tozzi                                  |
| 1980 | Innamorarsi                                    | Giancarlo Bigazzi                                    | Gianni Bella                                            | Ornella Vanoni                                 |
| 1981 | Questo amore non si tocca                      | Giancarlo Bigazzi                                    | Gianni Bella                                            | Gianni Bella                                   |
| 1981 | Notte rosa (LP)                                | Giancarlo Bigazzi                                    | Umberto Tozzi                                           | Umberto Tozzi                                  |
| 1982 | Eva (LP)                                       | Giancarlo Bigazzi                                    | Umberto Tozzi                                           | Umberto Tozzi                                  |
| 1982 | Non succederà più                              | Giancarlo Bigazzi e Claudia Mori                     | Giancarlo Bigazzi                                       | Claudia Mori                                   |
| 1982 | Morirò per te                                  | Giancarlo Bigazzi                                    | Maurizio Piccoli e Giancarlo Bigazzi                    | Mina                                           |
| 1982 | Conto su di te                                 | Giancarlo Bigazzi e Gianna Albini                    | Giancarlo Bigazzi                                       | Adriano Celentano                              |
| 1983 | Il principe                                    | Giancarlo Bigazzi e Claudia Mori                     | Giancarlo Bigazzi                                       | Claudia Mori                                   |
| 1983 | Nell'aria c'è                                  | Giancarlo Bigazzi                                    | Umberto Tozzi                                           | Umberto Tozzi                                  |
| 1984 | Un amore grande                                | Giancarlo Bigazzi e Umberto Tozzi                    | Giancarlo Bigazzi e Umberto Tozzi                       | Pupo/Loretta Goggi                             |
| 1984 | Slowly                                         | Giancarlo Bigazzi, Totò Savio                        | Giancarlo Bigazzi, Totò Savio                           | Loretta Goggi                                  |
| 1984 | Self control                                   | Giancarlo Bigazzi, Raf, Steve Piccolo                | Giancarlo Bigazzi, Raf, Steve Piccolo                   | Raf                                            |
| 1985 | Il film della mia vita                         | Gianna Albini                                        | Giancarlo Bigazzi e Steve Piccolo                       | Milva                                          |
| 1987 | Si può dare di più                             | Giancarlo Bigazzi, Raf, Umberto Tozzi                | Giancarlo Bigazzi, Raf, Umberto Tozzi                   | Gianni Morandi, Umberto Tozzi e Enrico Ruggeri |
| 1987 | Gente di mare                                  | Giancarlo Bigazzi                                    | Umberto Tozzi e Raf                                     | Umberto Tozzi e Raf                            |
| 1987 | Al sud                                         | Giancarlo Bigazzi e Umberto Tozzi                    | Giancarlo Bigazzi e Umberto Tozzi                       | Umberto Tozzi                                  |
| 1989 | Cosa resterà degli anni '80                    | Giancarlo Bigazzi e Beppe Dati                       | Giancarlo Bigazzi e Raf                                 | Raf                                            |
| 1990 | Disperato                                      | Giancarlo Bigazzi - Giuseppe Dati - Marco Masini     | Giancarlo Bigazzi - Giuseppe Dati - Marco Masini        | Marco Masini                                   |
| 1990 | Ci vorrebbe il mare                            | Giancarlo Bigazzi - Gianna Albini - Marco Masini     | Giancarlo Bigazzi                                       | Marco Masini                                   |
| 1991 | Gli altri siamo noi                            | Giancarlo Bigazzi e Umberto Tozzi                    | Giancarlo Bigazzi e Umberto Tozzi                       | Umberto Tozzi                                  |
| 1991 | Perché lo fai                                  | Giancarlo Bigazzi e Marco Masini                     | Giancarlo Bigazzi e Mario Manzani                       | Marco Masini                                   |
| 1991 | Il niente                                      | Giancarlo Bigazzi e Marco Masini                     | Giancarlo Bigazzi e Giuseppe Dati                       | Marco Masini                                   |
| 1991 | Cenerentola innamorata                         | Giancarlo Bigazzi e Marco Masini                     | Giancarlo Bigazzi e Giuseppe Dati                       | Marco Masini                                   |
| 1991 | Chi fa da sé                                   | Giancarlo Bigazzi e Marco Masini                     | Giancarlo Bigazzi                                       | Marco Masini                                   |
| 1991 | Malinconoia                                    | Giancarlo Bigazzi e Marco Masini                     | Giancarlo Bigazzi                                       | Marco Masini                                   |
| 1991 | Fuori di qui                                   | Marco Masini e Giuseppe Dati                         | Giancarlo Bigazzi e Mario Manzani                       | Marco Masini                                   |
| 1991 | Ti vorrei                                      | Giancarlo Bigazzi - Marco Masini - Giuseppe Dati     | Giancarlo Bigazzi - Marco Masini - Giuseppe Dati        | Marco Masini                                   |
| 1991 | La voglia di morire                            | Giancarlo Bigazzi - Marco Masini                     | Giancarlo Bigazzi - Marco Masini - Marco Falagiani      | Marco Masini                                   |
| 1992 | Gli uomini non cambiano                        | Giancarlo Bigazzi - Marco Falagiani - Giuseppe Dati  | Giancarlo Bigazzi - Marco Falagiani - Giuseppe Dati     | Mia Martini                                    |
| 1992 | Non amarmi                                     | Giancarlo Bigazzi - Aleandro Baldi - Marco Falagiani | Giancarlo Bigazzi - Aleandro Baldi - Marco Falagiani    | Aleandro Baldi e Francesca Alotta              |
| 1992 | Rapsodia                                       | Giancarlo Bigazzi                                    | Giuseppe Dati                                           | Mia Martini                                    |
| 1992 | Lacrime                                        | Giancarlo Bigazzi - Alessandro Baldinotti            | Hollesh                                                 | Mia Martini                                    |
| 1992 | Versilia                                       | Giancarlo Bigazzi - Alessandro Baldinotti            | Hollesh                                                 | Mia Martini                                    |
| 1993 | Un anno di noi                                 | Giancarlo Bigazzi - Marco Falagiani - Beppe Dati     | Beppe Dati - Giancarlo Bigazzi - Marco Falagiani        | Francesca Alotta                               |
| 1993 | Vaffanculo                                     | Giancarlo Bigazzi - Marco Masini                     | Giancarlo Bigazzi                                       | Marco Masini                                   |
| 1994 | Passerà                                        | Giancarlo Bigazzi - Aleandro Baldi - Marco Falagiani | Giancarlo Bigazzi - Aleandro Baldi - Marco Falagiani    | Aleandro Baldi                                 |
| 1995 | Bella stronza                                  | Giancarlo Bigazzi - Marco Masini                     | Giancarlo Bigazzi                                       | Marco Masini                                   |
| 1996 | Soli al bar                                    | Giuseppe Dati                                        | Giancarlo Bigazzi - Francesco Palmieri                  | Aleandro Baldi e Marco Guerzoni                |
| 1996 | L'amore sia con te                             | Giancarlo Bigazzi - Marco Falagiani                  | Giancarlo Bigazzi - Marco Falagiani                     | Marco Masini                                   |
| 1996 | Cirano                                         | Giuseppe Dati - Francesco Guccini                    | Giancarlo Bigazzi                                       | Francesco Guccini                              |
| 2002 | Fa chic                                        | Giancarlo Bigazzi                                    | Gianni Bella                                            | Marcella                                       |
| 2002 | Il pazzo                                       | Giancarlo Bigazzi                                    | Giancarlo Bigazzi                                       | Mina                                           |
| 2002 | Accidenti a te                                 | Giancarlo Bigazzi                                    | Marco Falagiani                                         | Fiordaliso                                     |
| 2002 | Noi Donne                                      | Giancarlo Bigazzi                                    | Marco Falagiani                                         | Fiordaliso                                     |
| 2005 | Mia sorella                                    | Giancarlo Bigazzi - Giuseppe Povia                   | Giancarlo Bigazzi - Giuseppe Povia                      | Povia                                          |
| 2006 | ... E mi alzo sui pedali                       | Giancarlo Bigazzi - Saverio Grandi - Gaetano Curreri | Marco Falagiani                                         | Stadio                                         |
| 2009 | Che ne sai di me                               | Giancarlo Bigazzi - Barbara Gilbo                    | Sirio Martelli                                          | Barbara Gilbo                                  |
| 2012 | L'estate si balla                              | Giancarlo Bigazzi                                    | Riccardo Del Turco                                      | I Moderni                                      |
| 2013 | Un'apertura d'ali                              | Giancarlo Bigazzi                                    | Giancarlo Bigazzi                                       | Renato Zero                                    |
| 2014 | Inutilmente utile                              | Giancarlo Bigazzi - Sirio Martelli                   | Giancarlo Bigazzi - Sirio Martelli                      | Sirio Martelli                                 |

## Premi e riconoscimenti
- Ciak d'oro
  - 1991 - Migliore colonna sonora per Ragazzi fuori[4]

## Omaggi
Nel 2018 una sua statua in bronzo che lo raffigura seduto ad un pianoforte viene inaugurata nel parco di BussolaDomani di Lido di Camaiore, località della Versilia dove si era ritirato negli ultimi anni di vita. Un luogo dal grande valore simbolico, visto che qui sorgeva il teatro tenda "inventato" da Sergio Bernardini e diventato uno dei templi dello spettacolo dal vivo in Italia.